# پوینت‌میلز
پوینت‌میلز، ویرجینیای غربی (به انگلیسی: Point Mills) یک منطقهٔ مسکونی در ایالات متحده آمریکا است که در شهرستان اوهایو، ویرجینیای غربی واقع شده‌است.